# Fremontodendron
Fremontodendron – rodzaj drzew z rodziny ślazowatych. Obejmuje w zależności od ujęcia dwa lub trzy gatunki. Rośliny te występują w Ameryce Północnej – w Kalifornii (na południe od Hrabstwa Shasta) i w północno-zachodnim Meksyku (w Kalifornii Dolnej).
Rosną na suchych stokach wzniesień, w chaparralu i lasach dębowych. Bywają uprawiane jako ozdobne (także w odmianach). Stosunkowo najbardziej mrozoodporny jest mieszaniec między F. californicum i F. mexicanum. W warunkach Polski możliwa jest uprawa roślin z tego rodzaju na obszarach o najłagodniejszym klimacie. W miejscach wilgotnych i zasobnych rośliny te rosną szybko i okazale, ale są bardzo krótkowieczne.
Nazwa naukowa rodzaju upamiętnia Johna Frémonta – amerykańskiego wojskowego i odkrywcę. Przyrostek dendron pochodzi z greki i oznacza drzewo.

## Morfologia

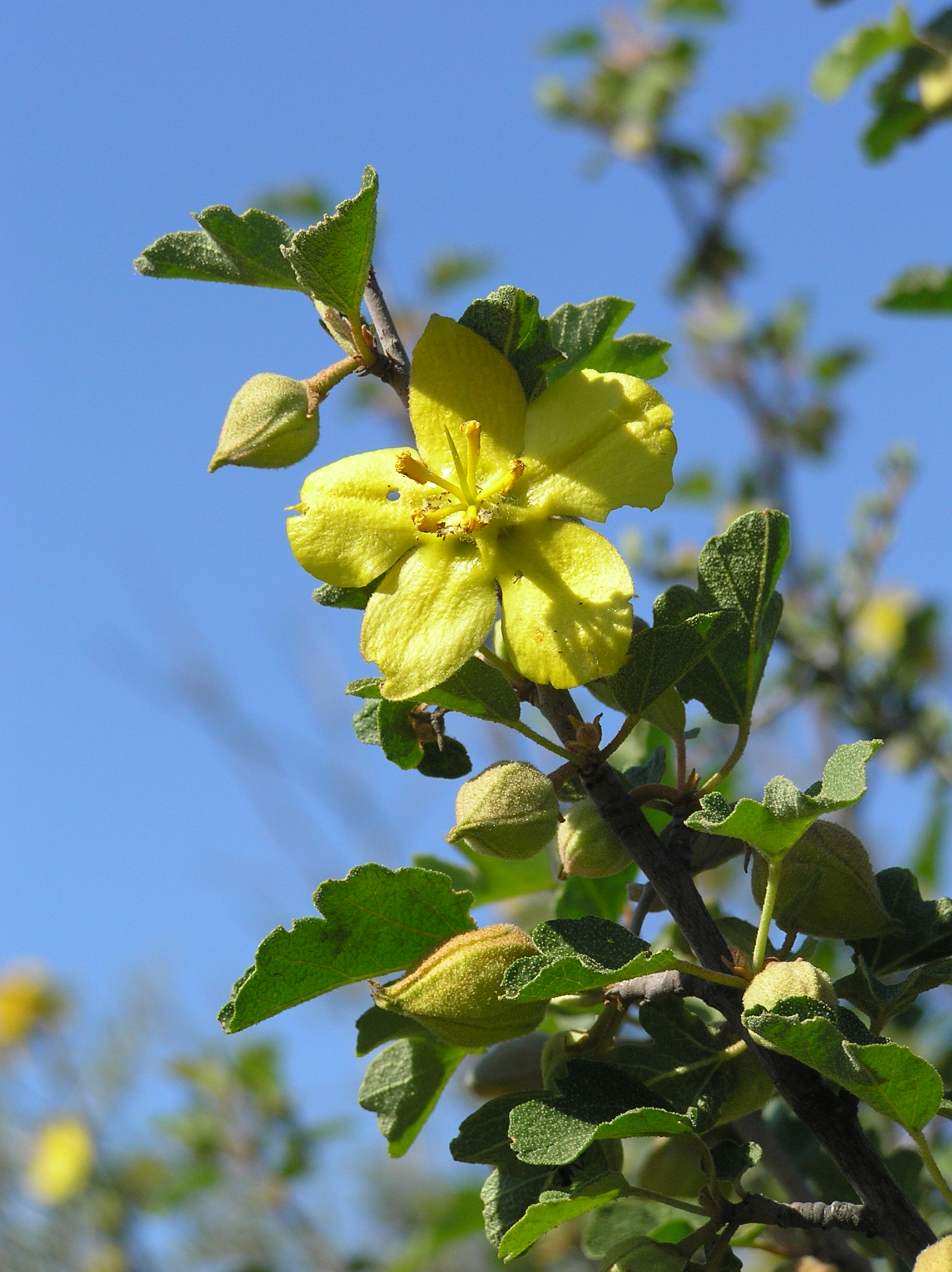
Kwiat F. californicum

PokrójKrzewy i drzewa osiągające do 10 m wysokości, o ciemnej korze.
LiścieZimozielone, skrętoległe, niemal całobrzegie do mniej lub bardziej dłoniasto klapowanych (mogą mieć od 3 do 7 klap). Z wierzchu są ciemnozielone, od spodu gęsto, miękko owłosione. U nasady liści znajdują się odpadające przylistki.
KwiatyWyrastają pojedynczo naprzeciw liści i są obupłciowe. U ich nasady znajduje się szybko odpadający kieliszek. Okwiat tworzy pięć działek kielicha u dołu zrośniętych, barwy żółtej do pomarańczowej, u nasady nieco workowato rozszerzonych, z miodnikami. Od zewnątrz działki okryte są gwiazdkowatymi włoskami. Płatków korony kwiatu brak. Pręciki w liczbie 5, u nasady zrośnięte są w rurkę otaczającą zalążnię, wyżej z rozpostartymi nitkami. Zakończone są główkami pylników składającymi się z dwóch komór pyłkowych i z łącznika między nimi nieznacznie wyciągniętego na końcu. Zalążnia pięciokomorowa z licznymi zalążkami. Szyjka słupka cienka, zwieńczona całobrzegim znamieniem.
OwoceWielonasienne torebki pokryte silnie drażniącymi włoskami, otulone papierzastymi po przekwitnieniu działkami kielicha. Nasiona czarne do brązowych, czasem owłosione.

## Systematyka
Pozycja systematyczna
W systemach APG z XXI wieku i końca XX jest to rodzaj z podrodziny wełniakowych Bombacoideae w obrębie ślazowatych Malvaceae. W dawniejszych systemach klasyfikacyjnych wełniakowe podnoszone były zwykle do rangi rodziny wełniakowatych Bombacaceae.
Wykaz gatunków
- Fremontodendron californicum (Torr.) Coult.
- Fremontodendron mexicanum Davidson

W niektórych ujęciach wyróżniany jest Fremontodendron decumbens o pędach pokładających się i wysokości zwykle poniżej 1 m oraz kwiatach ciemno pomarańczowych do miedzianych, alternatywnie takson ten ma rangę podgatunku F. californicum subsp. decumbens (R.M.Lloyd) Munz.